# Amphibalanus variegatus
Amphibalanus variegatus är en kräftdjursart som först beskrevs av Darwin 1854.  Amphibalanus variegatus ingår i släktet Amphibalanus, och familjen havstulpaner. Arten har ej påträffats i Sverige.